# Patton (Pennsilvània)
Patton és una població dels Estats Units a l'estat de Pennsilvània. Segons el cens del 2000 tenia 2.023 habitants.

## Demografia
Segons el cens del 2000, Patton tenia 2.023 habitants, 886 habitatges, i 539 famílies. La densitat de població era de 789 habitants/km².
Dels 886 habitatges en un 24,9% hi vivien nens de menys de 18 anys, en un 46,8% hi vivien parelles casades, en un 9,7% dones solteres, i en un 39,1% no eren unitats familiars. En el 36% dels habitatges hi vivien persones soles el 19,3% de les quals corresponia a persones de 65 anys o més que vivien soles. El nombre mitjà de persones vivint en cada habitatge era de 2,28 i el nombre mitjà de persones que vivien en cada família era de 3.
Per edats la població es repartia de la següent manera: un 22,9% tenia menys de 18 anys, un 7,1% entre 18 i 24, un 26,6% entre 25 i 44, un 22,6% de 45 a 60 i un 20,9% 65 anys o més.
L'edat mediana era de 41 anys. Per cada 100 dones de 18 o més anys hi havia 85,9 homes.
La renda mediana per habitatge era de 22.546 $ i la renda mediana per família de 35.473 $. Els homes tenien una renda mediana de 26.940 $ mentre que les dones 16.875 $. La renda per capita de la població era de 13.851 $. Entorn de l'11,5% de les famílies i el 14,2% de la població estaven per davall del llindar de pobresa.

## Poblacions més properes
El següent diagrama mostra les poblacions més properes.